# 流亡分子
流亡分子（又译流亡者、亡命者），这个词来源于法语émigrer（意为“移民”行为）一词，这个词原意為移民者，但實際上常指那些因為社會及政治因素而離開本土的人。
今天，此词语可用于指代：
- 1685年楓丹白露敕令后，被迫离开法国的雨格诺派教徒。
- 法國大革命中逃離法國的貴族、教士、反对共和政府人士等。（参见：流亡分子 (法国大革命)）
- 1917布尔什维克后，被苏俄称为“白俄”的政治难民；
- 20世纪初至二战结束期间，因政治剧变被迫离开欧洲的人群。

尽管流亡分子（émigré）自身是自己选择离开本国移民，而没有打算经常回国，他们会将出国行为视为一种由于政局环境引致的权宜之计。流亡分子生活的圈子常常会被视为反革命活动孕育的地方。
在法国大革命中，贵族阶级移民国外，那些居住地就被视为反革命的地方。巴士底狱事件后，路易十六主导部分顽固派分子出国以防止他们被捕。这包括阿图瓦伯爵和勃利夫人等人。之后在国王外逃失败后，普羅旺斯伯爵也移民海外。
马克思和恩格斯在共产党宣言中策划未来革命的段落里，提出流亡分子在国内的私有财产应该被充公没收，这后来在布尔什维克革命中得到实现。十月革命迫使2万俄罗斯人移民芬兰，但后来这些人更愿意移民到巴黎。